# 季節はずれの海岸物語 '89夏
『季節はずれの海岸物語 '89夏』（きせつはずれのかいがんものがたり '89なつ）は、フジテレビで放映された季節はずれの海岸物語シリーズの第４作目である。

## 放送データ
- 放送日：1989年8月25日
- 放送時間：21：02～22：51
- 視聴率：21.4％

## 概要
今回はじめて圭介の恋の相手が２人となり、また、双方は姉妹という設定で、圭介の見合いに同席していた妹の方に圭介が一目ぼれしてしまうというストーリーであった。
今回が和彦（古尾谷雅人）の初登場である。設定は圭介の幼馴染。
季節はずれの海岸物語といえばオープニングでトンネルを抜けるシーンが有名であるが、今回はそのトンネルを抜けるシーンがない。全14作品のなかでこのシーンがないのはこの回だけである。
この回の最後には、春文（田代まさし）が北海道に転勤することになる。これにより、春文の出演頻度が今後、大幅に減少することになる。また、徳子も一緒に北海道に行くことになる。

## 出演
- 圭介：片岡鶴太郎
- 麗子：鈴木保奈美
- 春文：田代まさし
- 愛子：室井滋
- 理恵：渡辺美奈代
- 徳子：可愛かずみ
- 里美：河合美佐
- サブ：寺門ジモン
- 圭介の母：野村昭子
- 和彦：古尾谷雅人

- 三好康子
- 萩原彩
- 青木まゆみ
- 渋谷麗子

＊太字が圭介の恋の相手

## 挿入歌
主題歌
- DESTINY／松任谷由実

劇中
- 愛する女性（ひと）とのすれ違い／サザンオールスターズ
- 東京シャッフル／サザンオールスターズ
- 海／サザンオールスターズ
- C調言葉に御用心／サザンオールスターズ
- 紙ヒコーキ／荒井由実
- チャコの海岸物語／サザンオールスターズ
- 涙のアベニュー／サザンオールスターズ
- ボディ･スペシャルⅡ（BODY SPECIAL）／サザンオールスターズ
- 鎌倉物語／サザンオールスターズ
- ミス･ブランニュー･デイ（MISS BRAND-NEW DAY）／サザンオールスターズ
- 栞のテーマ／サザンオールスターズ
- 何もきかないで／荒井由実
- サマーガール／TUBE
- さよならベイビー／サザンオールスターズ
- メロディ（Melody）／サザンオールスターズ
- その瞬間に…少女よ／TURU
- 思い過ごしも恋のうち／サザンオールスターズ
- 別れ話は最後に／サザンオールスターズ
- SUMMER CITY／TUBE
- 夏をあきらめて／サザンオールスターズ
- 朝方ムーンライト／サザンオールスターズ
- Ya Ya（あの時代を忘れない）／サザンオールスターズ
- いとしのエリー／サザンオールスターズ
- 避暑地の出来事／荒井由実
- MY FOREPLAY MUSIC／サザンオールスターズ

## スタッフ
企画
- 亀山千広（フジテレビ）
- 新井義春（D3 Company）

脚本
- 遠藤察男

プロデューサー
- 新井義春（D3 Company）

監督
- 多田羅敬二（D3 Company）

製作
- フジテレビ
- D3 Company